# Lansdowne (Pennsylvanie)
Pour les articles homonymes, voir Lansdowne.
Lansdowne est un borough situé dans le comté de Delaware, dans le Commonwealth de Pennsylvanie, aux États-Unis. Sa population s’élevait à 10 620 habitants lors du recensement de 2010, estimée à 10 621 habitants en 2018.

## Source
- (en) Cet article est partiellement ou en totalité issu de l’article de Wikipédia en anglais intitulé « Lansdowne, Pennsylvania » (voir la liste des auteurs).

1. ↑  (en) « Population and Housing Unit Estimates » (consulté le 14 août 2019)
2. ↑  (en) « Number of Inhabitants: Pennsylvania », sur 18th Census of the United States, U.S. Census Bureau (consulté le 22 novembre 2013)
3. ↑  (en) « Pennsylvania: Population and Housing Unit Counts », U.S. Census Bureau (consulté le 22 novembre 2013)
4. ↑  (en) « American FactFinder », Bureau du recensement des États-Unis (consulté le 31 janvier 2008)
5. ↑  (en) « Incorporated Places and Minor Civil Divisions Datasets: Subcounty Population Estimates: April 1, 2010 to July 1, 2012 » [archive du 11 juin 2013], U.S. Census Bureau (consulté le 25 novembre 2013)